# 泗水镇 (平远县)
泗水镇，是中华人民共和国广东省梅州市平远县下辖的一个乡镇级行政单位。

## 行政区划
泗水镇下辖以下地区：
泗水村、文贵村、金田村、梅畲村、大新村、成文村、大畲村和木联村。